# Bay of Tresness

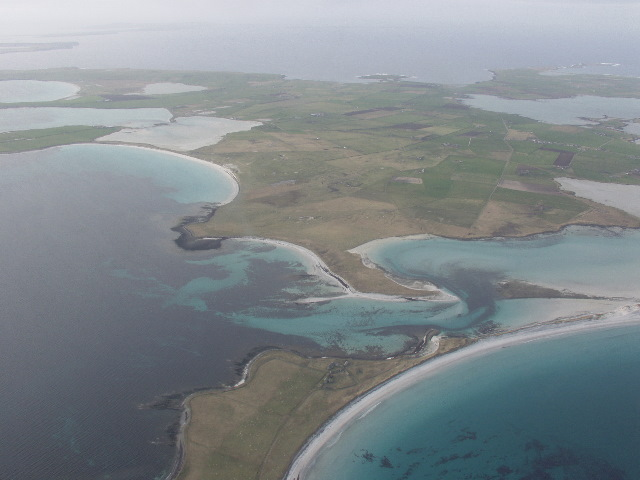
Die Bucht aus der Luft, Tres Ness ist vorne

Die Bay of Tresness ist eine kleine Bucht, die im Norden der zu Schottland zählenden Orkneyinseln liegt.

## Geographie
Die Bay of Tresness liegt an der südöstlichen Küste der Insel Sanday. Begrenzt wird sie durch den Tres Ness im Südosten, im Westen geht sie über in die Sty Wick. Mit dem Cata Sand im Norden ist sie durch The Clogg verbunden. Im Nordosten folgt mit der Bay of Newark eine weitere Bucht.

## Historisches
Im Rahmen der historischen Gliederung Schottlands in Civil Parishes zählt die Bay of Tresness zu Lady.